# Излегоща
Излегоща — река в Воронежской и Липецкой областях России. Левый приток реки Воронеж. Длина реки составляет 43 км, площадь водосборного бассейна — 364 км².
Река берёт начало близ станции Московка в Липецкой области. На реке расположены населённые пункты: Поддубровка и Демшино. Крупнейший приток Полевая Излегоща. Устье реки находится в 91 км от устья реки Воронеж.

## Данные водного реестра
По данным государственного водного реестра России относится к Донскому бассейновому округу, водохозяйственный участок реки — Воронеж города Липецк до Воронежского гидроузла, речной подбассейн реки — бассейны притоков Дона до впадения Хопра. Речной бассейн реки — Дон (российская часть бассейна).
Код объекта в государственном водном реестре — 05010100612107000003135.